# Dubiaranea
Dubiaranea este un gen de păianjeni din familia Linyphiidae.

## Specii[1]
- Dubiaranea abjecta
- Dubiaranea abundans
- Dubiaranea affinis
- Dubiaranea albodorsata
- Dubiaranea albolineata
- Dubiaranea amoena
- Dubiaranea argentata
- Dubiaranea argenteovittata
- Dubiaranea atra
- Dubiaranea atriceps
- Dubiaranea atripalpis
- Dubiaranea atrolineata
- Dubiaranea aureola
- Dubiaranea bacata
- Dubiaranea brevis
- Dubiaranea caeca
- Dubiaranea caledonica
- Dubiaranea castanea
- Dubiaranea cekalovici
- Dubiaranea cerea
- Dubiaranea colombiana
- Dubiaranea concors
- Dubiaranea congruens
- Dubiaranea crebra
- Dubiaranea decora
- Dubiaranea decurtata
- Dubiaranea deelemanae
- Dubiaranea difficilis
- Dubiaranea discolor
- Dubiaranea distincta
- Dubiaranea distracta
- Dubiaranea elegans
- Dubiaranea fagicola
- Dubiaranea falcata
- Dubiaranea festiva
- Dubiaranea fruticola
- Dubiaranea fulgens
- Dubiaranea fulvolineata
- Dubiaranea furva
- Dubiaranea fusca
- Dubiaranea gilva
- Dubiaranea gloriosa
- Dubiaranea grandicula
- Dubiaranea gregalis
- Dubiaranea habilis
- Dubiaranea inquilina
- Dubiaranea insignita
- Dubiaranea insulana
- Dubiaranea insulsa
- Dubiaranea lepida
- Dubiaranea levii
- Dubiaranea longa
- Dubiaranea longiscapa
- Dubiaranea luctuosa
- Dubiaranea lugubris
- Dubiaranea maculata
- Dubiaranea manufera
- Dubiaranea margaritata
- Dubiaranea media
- Dubiaranea mediocris
- Dubiaranea melanocephala
- Dubiaranea melica
- Dubiaranea mirabilis
- Dubiaranea modica
- Dubiaranea morata
- Dubiaranea nivea
- Dubiaranea opaca
- Dubiaranea orba
- Dubiaranea ornata
- Dubiaranea penai
- Dubiaranea persimilis
- Dubiaranea procera
- Dubiaranea propinquua
- Dubiaranea propria
- Dubiaranea proxima
- Dubiaranea pulchra
- Dubiaranea pullata
- Dubiaranea remota
- Dubiaranea rufula
- Dubiaranea saucia
- Dubiaranea setigera
- Dubiaranea signifera
- Dubiaranea silvae
- Dubiaranea silvicola
- Dubiaranea similis
- Dubiaranea solita
- Dubiaranea speciosa
- Dubiaranea stellata
- Dubiaranea subtilis
- Dubiaranea teres
- Dubiaranea tridentata
- Dubiaranea tristis
- Dubiaranea truncata
- Dubiaranea turbidula
- Dubiaranea usitata
- Dubiaranea varia
- Dubiaranea variegata
- Dubiaranea versicolor
- Dubiaranea veterana
- Dubiaranea vetusta